# ランカー・マイ
ランカー・マイ（Lhankor Mhy）は『ルーンクエスト』の背景世界グローランサに登場する架空の神性。天宮の神々と呼ばれる初期の神々のモスタル（Mostal、法の神エイコースAcosの息子）とオレノア（Orenoar、真実の女神）の子。長老の神、知識の神、法律の神として知られる。
ルーンはケイオシオム版では「安定」「真実」、アヴァロンヒル版では「法」「真実」であった。
2018年発売の「Runequest: Roleplaying in Glorantha」では「安定」「真実」である。

## 概要
ランカー・マイの知識は広大なものだが未だ完全ではなく、その信徒や賢者として知られる司祭階級にその見聞を広めることを奨励している。そのため、その寺院は信徒らの血のにじむ様な努力によって築かれた一大図書館、学究の府として高名であり、特にグローランサ北方の大陸ジェナーテラの南部、エスロリア地方のノチェットにある知識の寺院で記されたとされる文書の抜粋がルールブックのあちらこちらで見受けられ、その文書の多くが以下の祈りで締めくくられる。
『応報の神ランカー・マイよ、この書を守り、盗人の指を切り、目を焼き給え』

## 神話
ランカー・マイは元々はイェルムを中心とした天空の神殿の知識神として知られていた。が、なんらかの理由で皇帝イェルムと不仲になってスパイク（ギリシャ神話のオリュンポスに相当する神々の山）を下り、放浪の末に嵐の神殿にオーランスの参謀役として迎えられた。このころオーランスはイェルムとの長年にわたる競争関係にあり、その主たる敗因にイェルム側の不正があると主張していた。
その後、大暗黒期にワクボスの息子ティエンに恋人「知識の光」を殺害されたことにより（別の神話ではオーランスがイェルムを殺害したことにより、すべての光の神々が一緒に冥府に下ったともされる）、彼女を求めるため、死せる皇帝イェルムを探すオーランスの旅に同行して『光持ち帰りし者達』の一柱として知られるようになった、とされる。

## 友好的な神々
- オーランス

光持ち帰りしものたちの参謀として、またオーランスの一族の意思決定をする長老会議『鉄の輪』の重要な一角を占める神としてランカーマイとオーランスの利害関係は相互に深く結びついている。なお、法の神としてのランカー・マイの権威は此岸にとどまる。所謂死後の裁定、審判の神はダーカ・ファールという別個の神性として知られている。
- 光持ち帰りし者達

イサリーズ、チャラーナ・アローイと言った光持ち帰りしもの達の絆は強く、相互に強い友好関係にある。

## 敵対的な神々
その穏やかな神格から、これと言って明確な敵を持たないイメージが強いランカー・マイだが、例外的な神を二柱ほど挙げる。
- サナター（Thanatar）

混沌の知識神。切り裂かれた神、首狩の神。「知識の光」殺害の下手人ティエンの後身として、生贄の霊を生首に呪縛してその知識と魔力を吸い尽くす、そして書物だけでなく、人間の記憶まで吸収して知識を奪うそのやり口から、さらにはランカー・マイの信徒は記憶を吸収する術から保護されており、また生首に縛られた魂を開放する呪法を伝承していることからもランカー・マイとサナターは相互に強烈な敵対関係にある。
- イリピー・オントール（Irrippi Ontor）

もとはランカー・マイの賢者司祭として知られたルナー帝国の七母神の一柱は自らが仕える主のためなら焚書、坑儒や流言、風説の流布を否まないというその姿勢において、物事の真実をつまびらかにするというランカー・マイの道を踏み外した背教者である。